# Вербовец (Ивано-Франковская область)
Вербове́ц (укр. Вербовець) — село в Косовской городской общине Косовского района Ивано-Франковской области Украины.
Население по переписи 2001 года составляло 3395 человек. Занимает площадь 18,77 км². Почтовый индекс — 78605. Телефонный код — 3478.